# For the Boys
For the boys is een Amerikaanse dramafilm uit 1991 onder regie van Mark Rydell.

## Verhaal
Jeff Brooks heeft de moeilijke taak om zangeres Dixie Leonard naar de huldiging te halen. Die huldiging is namelijk ter ere van haar en haar ex-vriend Eddie Sparks. De oude dame voelt niets voor een hereniging. Nochtans vormden de twee ooit een zeer populair showduo. Ze ontmoetten elkaar eerder toevallig en bouwden een enorm succesvolle carrière uit als entertainers van de frontsoldaten in Noord-Afrika tijdens W.O.II en later in Korea en in Vietnam.
Het verhaal speelt gedurende drie oorlogen.

## Rolverdeling
| Acteur             | Personage     |
| ------------------ | ------------- |
| Bette Midler       | Dixie Leonard |
| James Caan         | Eddie Sparks  |
| George Segal       | Art Silver    |
| Patrick O'Neal     | Shephard      |
| Christopher Rydell | Danny Leonard |
| Arye Gross         | Jeff Brooks   |

## Prijzen en nominaties
PrijzenGolden Globes: Beste actrice - Musical/Komedie (Bette Midler)
NominatiesAcademy Awards: Beste actrice (Bette Midler)
Golden Globes: Beste filmmuziek (Dave Grusin)

## Ontvangst
De film werd geproduceerd met een budget van 40 miljoen dollar, maar werd een commerciële flop, en behaalde slechts 23 miljoen dollar winst. Ondanks dat werd het een cultfilm onder liefhebbers van musicals, biofilms, en films met een oorlogsthema.